# 谢赫曼苏尔
谢赫曼苏尔（阿拉伯语：‎；1760年—1794年），也称伊玛目曼苏尔·穆塔瓦基勒·阿拉拉:56（阿拉伯语：‎，意为“信赖真主的胜利者伊玛目”），原名乌舒尔马（Ушурма），车臣伊斯兰教宗教和军事领袖，他在18世纪末领导了反对俄国女皇叶卡捷琳娜二世对高加索地区帝国主义扩张的抵抗运动。他被视为车臣人民及其独立事业的英雄。

## 生平
曼苏尔出生于孙扎河沿岸的一个阿烏爾村落阿勒季（Aldi），在达吉斯坦的苏菲派納克什班迪教團学校接受的教育:56。
1784年，成为伊玛目的谢赫曼苏尔返回了车臣，而当时沙俄开始侵占北高加索。他命令车臣人停止他们的祖先崇拜的古老异教传统，停止吸烟，用伊斯兰教法取代习惯法，并致力于伊斯兰统一。这在一个人们习惯于古老的传统、习俗和信仰的地方并不容易。在车臣，尤其是在山区，伊斯兰教传统并不如达吉斯坦那样强力。但他发起的圣战是当地泰帕阶级中的一次致力于统一的努力。
由于曼苏尔在车臣的影响越来越大，沙俄企图诋毁并逮捕他。在1785年，俄国向他的家乡阿尔迪村派遣了一支多达5000人的讨伐部队:57，却仅仅找到了一个空荡荡的村庄。在俄国部队洗劫并烧毁了村子之后，曼苏尔宣布发起对俄罗斯的圣战（吉哈德）。不久车臣战士赢得了蘇扎戰役的胜利，杀死或俘获了上百名俄军士兵:57。此后，谢赫曼苏尔通过卡巴尔达从达吉斯坦召集抗俄战士。其部队中多数是达吉斯坦人和车臣人，到1785年12月，军力达到了12000人。然而，曼苏尔在试图进入俄国进内是遭遇了失败，并且未能攻克基茲利亞爾堡垒。
之后，俄国人强化了他们的定居点，且女皇叶卡捷琳娜二世将部队从格鲁吉亚撤到了捷列克河一线。1786年，俄国军队放弃了弗拉季高加索的新堡垒，且直到1803年之前都没有再次占领。在第六次俄土战争的1787年至1791年间， 谢赫曼苏尔转移到了高加索西北的阿迪格地区，强化了那里的伊斯兰传统。他领导阿迪格人和諾蓋人袭击俄国人，但他们很多次都被击败了。
1791年6月，谢赫曼苏尔在黑海沿岸阿纳帕的土耳其堡垒中被俘获。他被押往圣彼得堡收押，于1794年4月，在什利谢利堡逝世。

## 其他相关

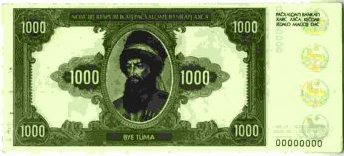
伊奇克里亚车臣共和国1000车臣纳沙尔纸币上的谢赫曼苏尔肖像

- 在19世纪中叶，有两部以谢赫曼苏尔为主题的浪漫主义小说，一本俄语的作者是V.I.萨维诺夫，另一本英语的是 E.斯潘塞。[4]:314
- 伊奇克里亚车臣共和国原计划发行的车臣纳沙尔纸币上，1000纳沙尔的正面印有谢赫曼苏尔的肖像。